# San Sebastián de Buenavista
Pour les articles homonymes, voir San Sebastián.
San Sebastián de Buenavista est une municipalité située dans le département de Magdalena en Colombie.

## Histoire
La ville a été fondée en 1748 par Fernando de Mier y Guerra.